# Экономика Нагорно-Карабахской Республики
Экономика бывшей непризнанной Нагорно-Карабахской Республики, распущенной в 2023 году сильно пострадала во время Первой карабахской войны в 1991—1994 годах.
До Второй карабахской войны экономика НКР была небольшой, но быстро росла – она относительно быстро оправилась после войны 1991-1994 годов. В 1999 году показатель ВВП составил 59 миллионов долларов, что на 80% меньше, чем в советские времена. В 2005 году ВВП достиг 114 миллионов долларов, что вдвое превышает показатель 2001 года, показав экономический рост на 14% (в текущих ценах). В 2009 году ВВП достиг 260 миллионов долларов, а в 2010 году —  320 миллионов долларов. ВВП (ППС) на 2010 год оценивалось в 1,6 миллиарда долларов. В связи с неплохим ростом экономики НКР в середине 2010-х российские СМИ назвали её «закавказским тигром».
Высокоценные породы древесины, такие как бук, граб, дуб позволили создать деревообрабатывающую промышленность. Действуют предприятия лесопереработки, изготовления ювелирной продукции, пищевой и лёгкой промышленности. Активно развивается туризм, в частности экологический туризм.
Больше всего инвестиций направлялось в телекоммуникации, золотодобычу, шлифовку алмазов, ювелирные изделия и сельское хозяйство.

Тутовая водка

НКР была известна своей тутовой водкой («тути оги»), которая коммерчески производилась и экспортировалась под торговой маркой «Арцах» коньячным заводом «Арцах-Алко» в Аскеранском районе.

## Отрасли

### Горнодобывающая промышленность
Непризнанная НКР была богата природными ресурсами драгоценных и полудрагоценных металлов, таких как золото, медь и другие природные ресурсы.
Горно-обогатительные и добывающие предприятия являлись главными наполнителями бюджета. В республике действовали комбинаты по добыче и переработке различных видов строительных камней, таких как туф, базальт, гранит, известняк.
Одним из самых успешных предприятий на территории республики являлись Дрмбонский комбинат, находившиеся в селе Дрмбон (Хейвалы). Комбинат занимался добычей золота и меди. В 2015-м году был сдан в эксплуатацию Кашенский горно-обогатительный комбинат.
Азербайджан считает любую добычу полезных ископаемых на своей международно признанной территории, когда-то подконтрольной НКР, незаконной и пообещал привлечь международную аудиторскую компанию для определения ущерба, понесённого в результате государственной компанией по управлению рудой в Азербайджане. В 2018 году правительство Азербайджана объявило, что планирует обратиться в международный суд и правоохранительные органы стран, в которых находятся участвующие добывающие компании.

### Энергетика

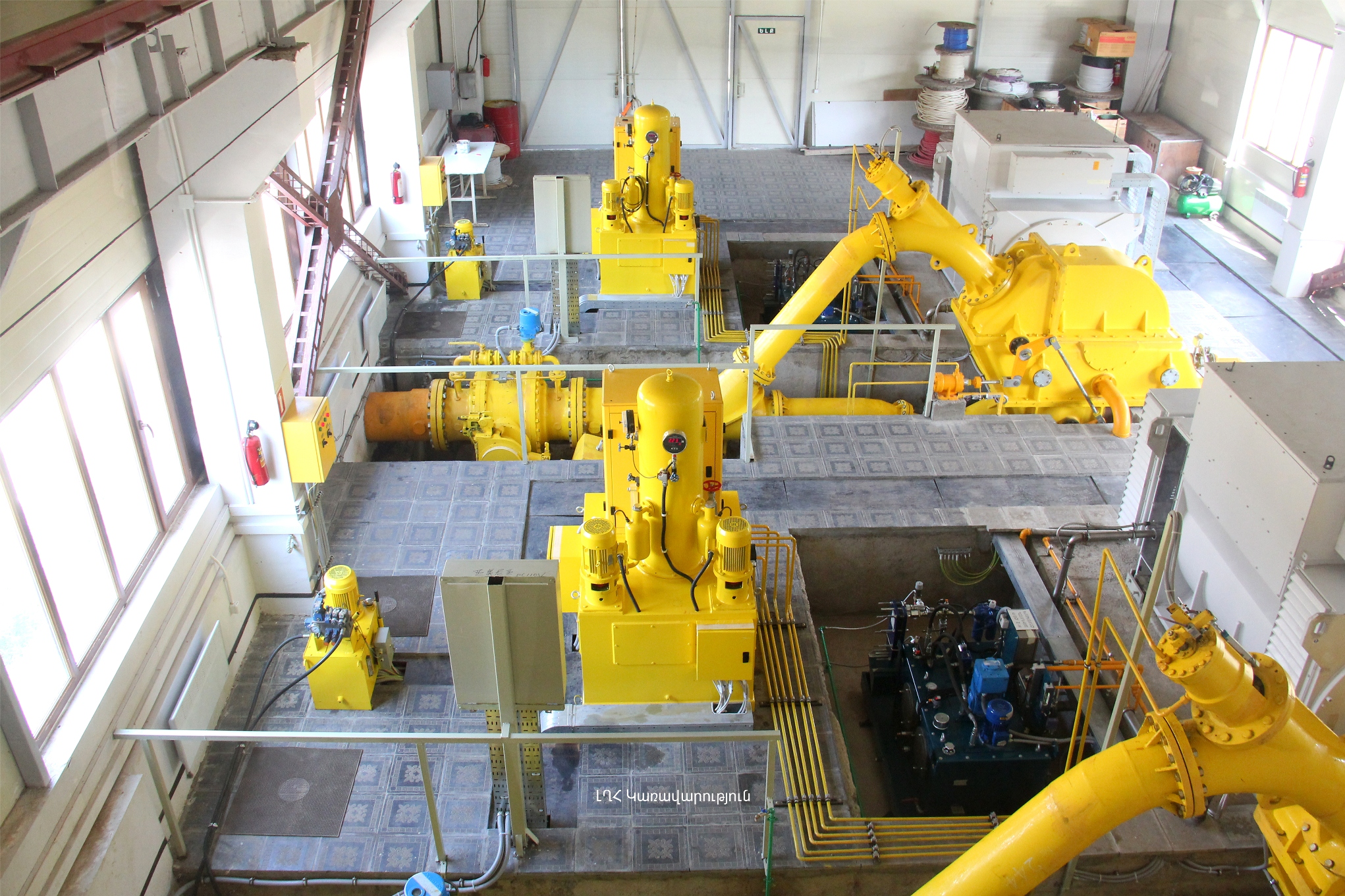
ГЭС Трги-1

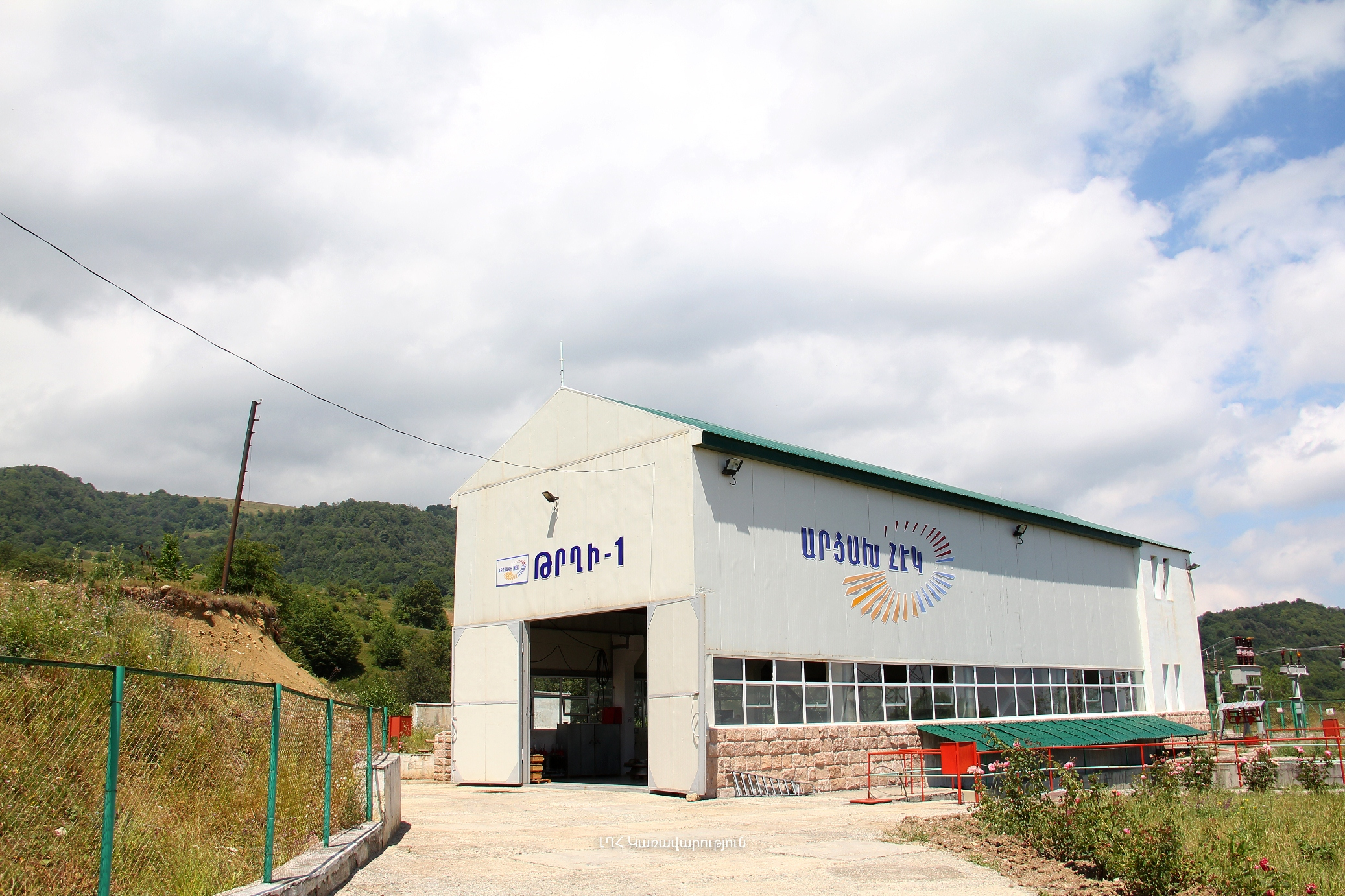
ГЭС Трги-3

В советское время в НКАО находилась построенная в 1976 году на реке Тертер Сарсангская ГЭС мощностью 50 МВт. После объявления независимости правительство планировало построить ряд малых гидроэлектростанций стоимостью от 70 до 80 миллионов долларов, которые обеспечивали бы внутренние потребности и открыли возможности для экспорта.
В межвоенный период в НКР был избыток энергетических ресурсов, развивалась малая гидроэнергетика, и было построено 13 ГЭС, в том числе: «Трге-1», «Трге-2», «Сюник-1», «Сюник-2», «Трге-3», «Сюник-3» и т.д.
После Второй карабахской войны из 36 ГЭС на контролируемой армянами территории под их контролем осталось только 6, а гидроэнергетические мощности сократились с 191 до 79 мегаватт. Кроме того, передача электроэнергии между Арменией и НКР была нарушена из-за потери контроля над линиями электропередач, проходившими через Кельбаджарский район, который был передан Азербайджану по соглашению о прекращении огня. В итоге производство электроэнергии в НКР упало почти в 3,5 раза по сравнению с довоенным временем.

### Строительство дорог и инфраструктуры

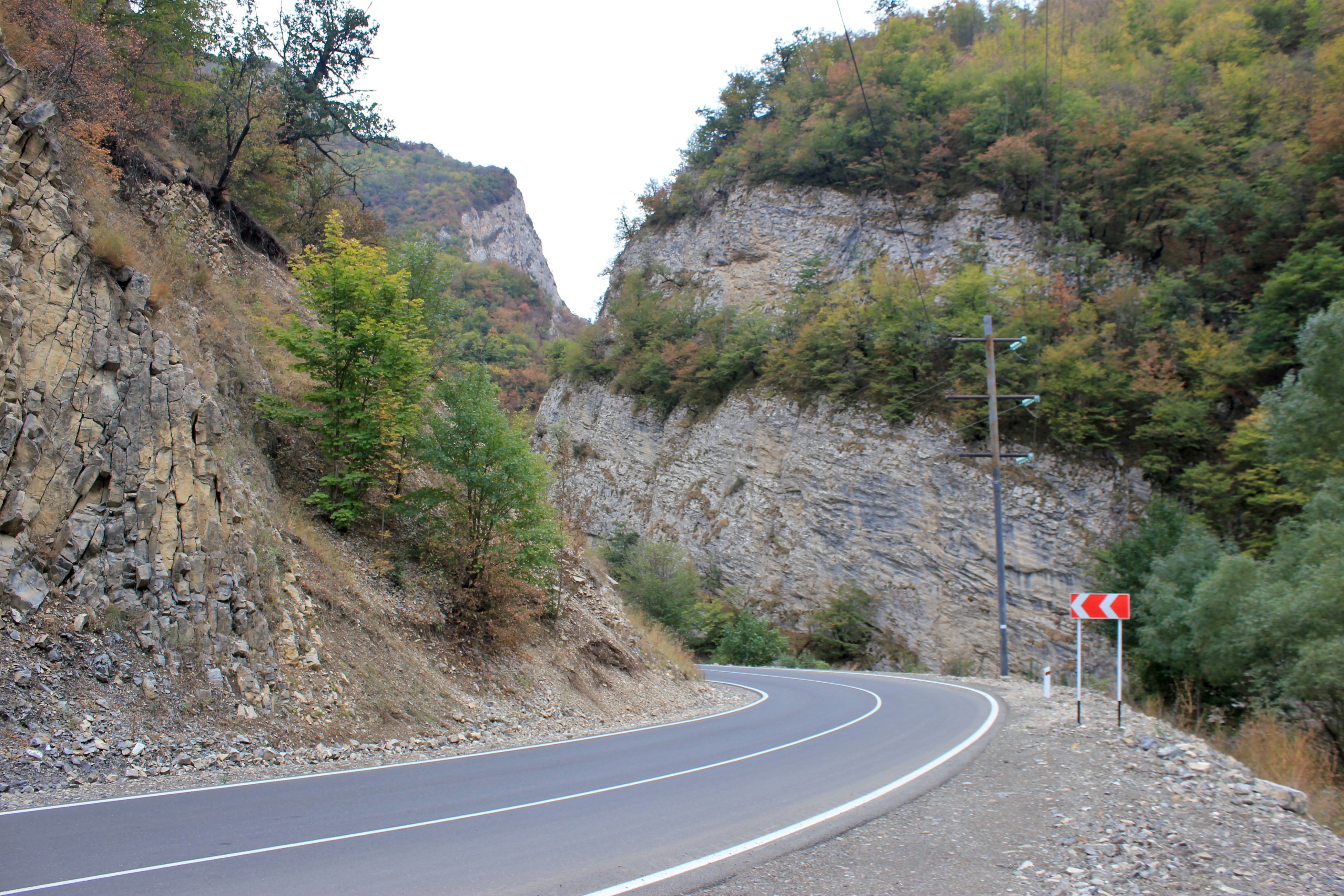
Шоссе Варденис-Мартакерт (Агдере)

Одним из самых привлекательных объектов инфраструктуры НКР являлась дорога Горис—Степанакерт (Ханкенди) стоимостью 15 миллионов долларов, построенная в межвоенный период на средства армянской диаспоры. Это главная дорога, соединяла регион с Арменией и остальным миром.

### Банковское дело

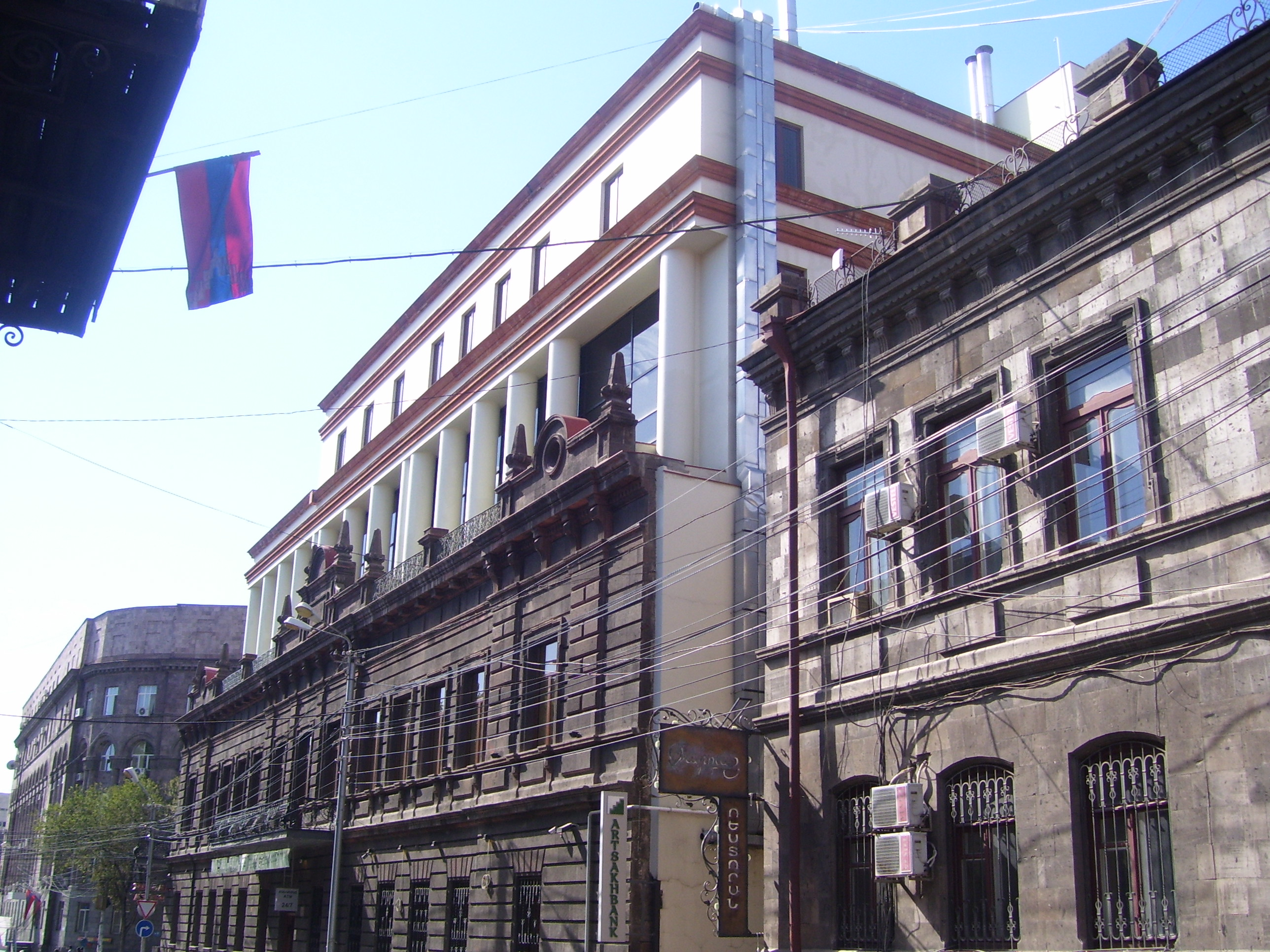
Офис Арцахбанка в Ереване

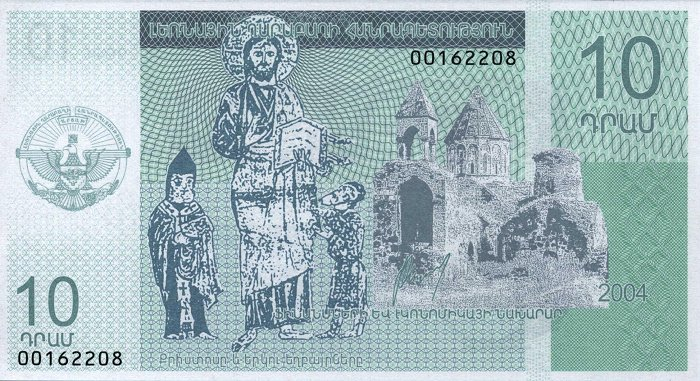
Банкнота достоинством 10 драм 2004 г.

Арцахбанк действовал с 1996 года.

### Туризм
В межвоенный период туризм являлся одним из приоритетных направлений в экономике. В 2013 году республику посетило 17 тысяч туристов (без учёта граждан Армении). Развитию туризма должно было содействовать открытие Степанакертского (Ходжалинского) аэропорта, сданного в эксплуатацию в 2012 году. Однако аэропорт не принимал рейсы ввиду запрета Азербайджана использовать воздушное пространство над Карабахом.
После Второй карабахской войны сфера туризма сильно пострадала. Так, по словам министра экономики и сельского хозяйства НКР Армена Товмасяна за 2021 год НКР посетило 2,4 тыс. человек — в десятки раз меньше, чем было до войны. Почти все из них — армяне. То, что туристов почти не стало, подтвердил и бывший министр культуры, молодежи и туризма НКР Сергей Шахвердян.

### Прочее
Располагались залежи сырья для производства цемента, графита, литографского камня, гипса, песка и высококачественной глины. Было развито производство шёлка и выращивание хлопка.
В Мартакертском районе действовало рыбоводное предприятие, с оценкой планируемого годового объема производства чёрной икры в 30 тонн.

## Экономический форум Bridge Artsakh
Форум организован совместно предприятиями Армении, НКР и армянской диаспоры.

## Внешняя помощь
Получало финансовую помощь от США (8 млн долларов в 2010 году) и Армении (30 млн долларов).
Армянская диаспора также сыграла важную роль в оказании финансовой помощи через Всеармянский фонд «Айастан», Фонд Монте Мелконяна, Инвестиционный фонд Арцаха, а также схемы прямой микропомощи.

## Государственный долг Нагорно-Карабахской Республики после её ликвидации
22 декабря 2023 года парламент Армении принял законопроект о задолженности правительства и государственных фондов, предприятий и физических лиц Нагорно-Карабахской Республики, которая составляла около 783 млн долларов. Законопроект предусматривал передачу долгов правительству Армении в обмен на предоставление банкам 70 % стоимости долгов в виде выплаты государственными облигациями. При этом правительство Армении наделено правом требовать от должников 100 % долгов.